# Вилијам Холанд
Вилијам Џозеф Холанд (енгл. William Joseph Holland; Бостон, 3. март 1874 — Молден, 20. новембар 1930) је био амерички атлетичар и лекар, који се такмичио се у спринтерским дисциплинама, а главна дисциплина му је била 200 метара. Учествовао је на Олимпијским играма 1900. у Паризу.
На Олимпијским играма 1900. у Паризу је освојио сребрну медаљу у трци на 400 метара. Ову дистанцу је истрчао за 49.6 секунди што је било за две десетинке спорији од земљака Максија Лонга који је освојио злато. Бронза је припала Данцу Ернсту Шулцу.
У трци на 200 метара победио је у својој полуфиналној групи, резултатом 24.0 секунди, што је у том тренутку био олимпијски рекорд. У финалу је свој резултат поправио за нешто више од једне секунде, међутим то време му је донело само четврто место. Победио је Американац Џон Туксбери, а друго и треће место су заузели Британци Норман Причард и Стенли Роули. Причард је био за само једну десетинку бржи док је Роулијево време било идентично Холандовом, али су судије сматрале да је Роули ипак пре прошао кроз циљ.
У трци на 60 метара у својој квалификационој групи био је трећи, иза Џона Туксберија и Стенлија Роулиија, који су се пласирали у финале и тамо освојили сребро, односно бронзу.